# رولافا
نهر رولافا هو أحد الروافد اليسرى لنهر أوهرجه في شمال غرب جمهورية التشيك. يبلغ طوله 36.7 كيلومترًا (22.8 ميلًا)، وتبلغ مساحة حوضه 138 كيلومترًا مربعًا (53 ميلًا مربعًا). 
ينبع في الجزء التشيكي من جبال الخام بالقرب من الحدود مع ألمانيا، في إقليم بريبوز. إلى الشمال من منبعه يوجد مستنقع مرتفع من بحيرة غروسر كرانيشسي، حيث يجمع نهر رولافا جزءًا من مياهه. أثناء مساره في اتجاه جنوب شرقي بشكل أساسي، يتدفق النهر بين فيسوكا بيك ونوفي هامري، ثم عبر نيجديك وسمولني بيس ونوفا رول. ثم يتدفق عبر كارلوفي فاري من الشمال الغربي إلى الجنوب الشرقي ويصب في أوهري.